# Nisea
Nisea (Nisaea,  Νίσαια o Νισαία) fou el port de la ciutat de Mègara a l'antiga Grècia.
El port es va formar a una illa anomenada Minoa (Μινώα), i estava connectat amb Mègara per les muralles construïdes al segle v aC. Fou ocupat per Atenes el 424 aC i retingut a la pau de Nícies (421 aC) i fins al 409 aC. Els atenencs hi van tornar dirigits per Foció el 343 aC com aliats de Mègara.